# Obwód Wysokie Mazowieckie Armii Krajowej
Obwód Wysokie Mazowieckie Armii Krajowej – jednostka terytorialna Związku Walki Zbrojnej, a następnie Armii Krajowej. Operowała na terenie powiatu Wysokie Mazowieckie.
Obwód nosił kryptonim „Lew” nr 5 (od 1 marca 1943 do 20 września 1944) oraz „Buraki” nr 27 (od 20 września 1944 do 1 marca 1945). Należał do Inspektoratu Podlaskiego z Okręgu Białystok AK, obejmującego teren przedwojennego województwa białostockiego.
Obwód Wysokie Mazowieckie Armii Krajowej wchodził wraz z Obwodem Bielsk Podlaski (kryptonim „Tygrys”) do Inspektoratu Podlaskiego Armii Krajowej.

## Komendanci

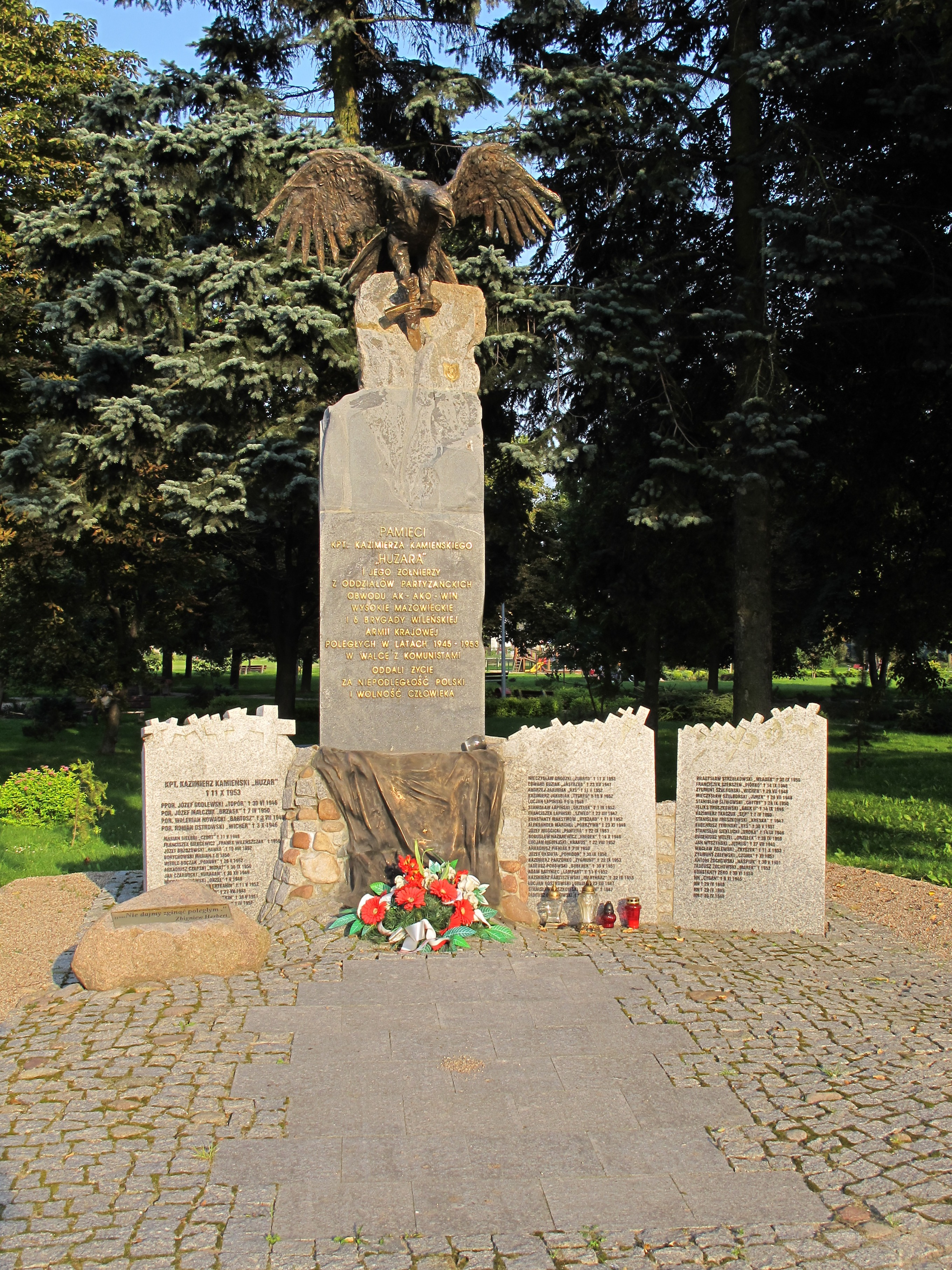
Pomnik Kazimierza Kamieńskiego „Huzara” ostatniego podlaskiego komendanta 6 Brygady Wileńskiej AK i jego żołnierzy w Wysokiem Mazowieckiem

- por. Czesław Gołębiewski „Bosy”, „Gołąb”, „Żyła” (1940 – XI 1941),
- kpt. Stanisław Żukowski „Maciek” – późniejszy inspektor Inspektoratu „Podlaskiego” (XI 1941 – VIII 1942),
- por. Stefan Bialik „Lida” (IX 1942 – II 1944),
- ppor. cz.w. Tadeusz Westfal „Karaś”, „Miś”, „Ostroga” (jako p.o. komendanta – II 1944 – V 1944),
- por./kpt. Wiktor Leszko „Witold” (VI 1944 – I 1945).

Leszko kierował walką niepodległościową w Obwodzie Wysokie Mazowieckie także w późniejszym okresie – w ramach Obwodu AKO (do września 1945), a następnie w Zrzeszeniu WiN (od września 1945 do kwietnia 1947), do czasu ujawnienia organizacji podziemnej przez władze bezpieczeństwa.